# Gestriana superba
Gestriana superba là một loài bọ cánh cứng trong họ Cerambycidae.